# Wasyl Błakytnyj
Wasyl Błakytny (ukr. Василь Еллан-Блакитний), właśc. Wasyl Ełłanskyj (ur. 28 grudnia 1893?/9 stycznia 1894 we wsi Chmilnica koło Czernigowa Kozli na Czernihowszczyźnie, zm. 4 grudnia 1925 w Charkowie) – ukraiński poeta, dziennikarz i działacz polityczny.
Współzałożyciel partii borotbistów, od 1920 członek KC KP(b)U. W roku 1923 założył i został przywódcą ugrupowania ukraińskich pisarzy rewolucyjnych – Hart. Debiutował wierszami symbolistycznymi, jako jeden z pierwszych w literaturze ukraińskiej uprawiał lirykę proletariacką (zbiór Udary mołota i sercia 1920); felietony satyryczne, m.in. zbiór Radianśka hirczycia (1924), publicystykę polityczną.
W latach 30. XX wieku jego utwory zostały uznane za przejaw ukraińskiego nacjonalizmu i trafiły na indeks, zburzono też jego pomnik w Charkowie.

## Literatura
- Andrzej Chojnowski, Jan Bruski – „Ukraina”, Warszawa 2006, ISBN 978-83-7436-039-5.